# PGC 28922
LEDA/PGC 28922 ist eine Elliptische Galaxie vom Hubble-Typ E im Sternbild Hydra südlich der Ekliptik, die schätzungsweise 170 Millionen Lichtjahre von der Milchstraße entfernt ist. Gemeinsam mit fünf weiteren Galaxien bildet sie die NGC 3091-Gruppe (LGG 186).